# Hügel des Schreckens
Hügel des Schreckens (Originaltitel: The Angry Hills) ist ein britisches Kriegsfilmdrama von Robert Aldrich aus dem Jahre 1959. Die Hauptrollen verkörpern Robert Mitchum und Elisabeth Müller.

## Handlung
Griechenland 1941. Der amerikanische Schriftsteller, Reporter und Kriegskorrespondent Michael Morrison ist nach Griechenland gereist, um dort eine Erbschaft anzutreten. Die Unterlagen sind unterzeichnet und alles abgewickelt, als man Morrison bittet, auf seinem Rückflug einen Brief zu einem Freund, in Wahrheit: dem britischen Geheimdienst, nach London mitzunehmen. Dieser enthält eine Liste von Namen patriotisch gesinnter Griechen, die im Falle eines deutschen Einmarsches sich dem Widerstand anschließen würden. Und tatsächlich geschieht das Befürchtete: Die deutsche Wehrmacht marschiert in Griechenland ein, um für die italienischen Verbündeten eine anstehende Niederlage abzuwenden und einer Landung der Briten zuvorzukommen. Rasch bildet sich der Widerstand gegen die Besatzer. Morrison sitzt nun in Athen fest, ist aber sowohl für die Griechen als auch für die deutschen Besatzer von eminenter Bedeutung. Zwar hat Morrison den Brief zerstört, sich aber die Namensliste gemerkt. Kommunistische Widerstandskämpfer, die Gestapo in Gestalt ihres Athener Chefs Konrad Heisler sowie einheimische Verräter setzen ihm, der von dem griechischen Kollaborateur Dimitrios Tassos an die Nazis verraten wurde, unaufhörlich nach. Nachdem der Amerikaner mehrmals knapp entkommen konnte, setzt Morrison sich vor seinen Verfolgern in die Berge rund um Athen ab, die für ihn bald zu Hügeln des Schreckens werden.
Dort, in einem kleinen Dorf, wird der nach einem Bombenangriff verwundete Morrison versteckt. Die junge Eleftheria kümmert sich liebevoll um ihn. Ein Versuch, Waffen für den Partisanenkampf zu beschaffen, nimmt ein blutiges Ende. Bald kommt es zum Showdown: neben Heisler wird der ebenso eiskalte wie kultivierte Manieren an den Tag legende deutsche SS-Oberst Oberg, ein Hypochonder, der ständig vor sich hin kränkelt, sein schärfster Gegner. Heisler hetzt Morrison von Dorf zu Dorf und stellt ihm unter glühender Sonne bald ein Ultimatum. Die verführerische Eleftheria, die den Amerikaner zu umgarnen scheint, führt Morrison zu seinem Schutz in ein Klosterversteck. Hat sie mehr im Sinn oder handelt sie gar im Auftrag der Deutschen? Morrison ist sich nicht mehr sicher, wem er überhaupt noch trauen kann. Von dort gelangt Morrison, der sich für die attraktive Griechin zu interessieren beginnt, nach Piräus, von wo Morrison außer Landes gebracht werden soll. Die junge Witwe Lisa Kyriakides, eine ebenso tapfere wie grundanständig wirkende Frau, soll ihm bei der Flucht nach Ägypten helfen. Doch kann man wenigstens ihr völlig trauen? Bald erweist sich eine der beiden Frauen als Geliebte und Konfidentin Heislers. Oberg und Heisler, die zuvor bereits mit Erschießungen von Geiseln gedroht hatten, ziehen das Netz um Mike Morrison immer enger und bald scheint alles dafür zu sprechen, dass Lisa in Wahrheit als Doppelagentin unterwegs ist…

## Produktionsnotizen
Hügel des Schreckens entstand von Juni bis Dezember 1958 in Griechenland und wurde am 29. Juli 1959 uraufgeführt. Die deutsche Erstaufführung fand am 22. Oktober 1959 statt.
Die Filmbauten entwarf Ken Adam, Victor Lyndon hatte die Produktionsleitung.
Ursprünglich waren Clark Gable bzw. Alan Ladd für die Mitchum-Rolle vorgesehen, den Müller-Part sollte eigentlich Pier Angeli übernehmen. Elisabeth Müller hatte, wie sie dem Filmwissenschaftler Kay Weniger in einem persönlichen Gespräch gestand, aufgrund von Mitchums andauernd schlechtem Betragen keine guten Erinnerungen an die Dreharbeiten.
Der Film war kein großer Erfolg. Die Herstellungskosten beliefen sich auf 1.190.000 $, die Einnahmen lagen bei lediglich 1.285.000 $.

## Kritiken
Die nationale wie internationale Filmkritik zeigte sich angesichts der Tatsache, dass mit Aldrich (Regie) und Mitchum (Hauptrolle) zwei erfahrene Actionspezialisten an diesem Film beteiligt gewesen waren, von dem müden Ergebnis sehr enttäuscht.

„The Angry Hills … verplempert eine fähige, kosmopolitische Besetzung, die von Robert Mitchum angeführt wird, plus einige betörende Hintergründe von Athen und der hiesigen Landschaft. Die griechische Polsterung wirkt authentisch; ganz offensichtlich wurde die gesamte Produktion (von Raymond Stross) genau vor Ort gedreht. (…) Unglücklicherweise erlaubt ein lustloses Drehbuch und eine linkische Regie durch Robert Aldrich einige griechische Patrioten (im Jahre 1941), Nazis and Kollaborateuren überall umherzuschweifen und nirgendwo wirklich anzukommen. (…) Der hohlste Teil dieses Films — Mr. Mitchums ramponierte Interaktion mit einigen tapferen Bergguerilleros — hätte der stärkste sein müssen. Stattdessen fällt er ab (…) Der Film hat zwei ausgezeichnete darstellerische Leistungen von Stanley Baker und Theodore Bikel. In der Rolle des Hauptverfolgers des Helden sieht man Großbritanniens Mr. Baker, der seine bislang beste Filmarbeit als Mörder der leisen Töne leistet, der sich von derjenigen Frau austricksen lässt, die er liebt. Er und die ernste Miss Mueller teilen sich eine sehr bewegende Filmszene gegen Ende des Films.“

„Mitchum zeigt in einem Zweiter-Weltkrieg-Actionfilm Schneid als Kriegskorrespondent, der seine Flucht mit wertvollen Informationen für die Alliierten plant.“

„Mühsames Kriegsmelodram mit prätentiösem Dialog aber wenig Charakterzeichnung.“

„Kein Zeitbild, sondern eine unangemessen inszenierte Abenteuergeschichte mit teils brutalen Action- und teils erotischen Spannungsmitteln.“

## Weblink
- Hügel des Schreckens bei IMDb